# Claus Pavels Riis
Claus Pavels Riis, känd under pseudonymen Crispinus, född 19 februari 1826 i Bergen, död 8 oktober 1886, var en norsk författare, lantbrukare och trädgårdsmästare. Han var dotterson till Claus Pavels.
Som ung student utgav Riis Literær polemik (1848) och Viser og vers (1849), som var populära i sin samtid, men snart glömdes bort. Det senare gällde dock inte sångspelet Til sæters, en dramatisk idyll som första gången uppfördes på Kristiania teater den 20 januari 1850. Genom sitt "friska humör och sin naivt nationella stämning" blev det enormt populärt och var (före Henrik Ibsen) troligen det mest spelade norska skådespelet. Stycket översattes tre gånger till svenska på 1850-talet. Senare livnärde sig Riis som lantbrukare på Hovland i Tysnes vid Bergen (till 1882) och resande amtsträdgårdsmästare i Søndre Bergenhus amt (1859–1864). Han utgav också sin morfars "Autobiografi og dagbøger" (från 1864).
Til sæters filmatiserades 1924, se Til sæters.